# Мехмед Назъм паша
Мехмед Назъм паша (на турски: Mehmed Nazım Paşa) е османски офицер и чиновник и писател.

## Биография
Роден е на 29 август 1840 година в Истанбул. От 1863 година работи като писар в министерството на надзора. От 1878 до 1880 година е генерален секретар на Аданския вилает. В 1895 година е мюсесариф в Мерсин, а в 1898 година е мютесариф в Кайсери. По-късно е валия в няколко вилаета.
Валия е в Солун през есента на 1912 година, преди избухването на Балканската война.
Умира на 17 декември 1926 година в Истанбул.

## Творби
- Nazım: Ahd-i Şehriyari, İstanbul Matbaa-i Ebüzziya 1304 (1887). Özege 170
- Mehmed Nazım Paşa: Muhataba’’, Istanbul Mihran Matbaası 1304 (1887). Özege 14139
- Mehmed Nazım: Kerbela, Istanbul Şems Matbaası 1327/1329 (1911). Özege 10581.
- Mehmed Nazım: Yek Avaz, Istanbul Şems matbaası 1333 (1917). Özege 22936